# Calamoecia baylyi
Calamoecia baylyi is een eenoogkreeftjessoort uit de familie van de Centropagidae. De wetenschappelijke naam van de soort is voor het eerst geldig gepubliceerd in 2001 door Timms.